# Svatý rok 1650
Jubilejní Svatý rok 1650 (13. řádné univerzální jubileum), který navázal na předchozí řadu Svatých roků, byl vyhlášen bulou  Appropinquat dilectissimi filii ze 4. května 1649. Papež Inocenc X. k němu dal obnovit baziliku sv. Jana v Lateráně od slavného architekta Borrominiho. K tomuto jubileu byla zavedena novinka: díky bule Salvator et Dominus z 8. a 12. ledna 1654 byly jubilejní odpustky rozšířeny na belgické provincie a Západní Indii. Do Říma dorazilo asi 700 000 poutníků, především z okolí města. V průběhu roku konvertovalo ke katolictví také mnoho protestantů.

## Pozadí
Svatý rok v roce 1650 nepřinesl žádné nové organizační prvky. Po vzoru minulých jubileí byl dobře připraven, našel odezvu u mnoha křesťanů a během něho došlo k mnoha obrácením z protestantismu a židovství. Slavil jej papež Innocenc X. Byl pět let papežem a pocházel z římské šlechtické rodiny Pamphili. Ač mu bylo tehdy sedmdesát let, byl pevný a rozhodný a teologicky dobře připraven. Milostivé léto vyhlásil bulou Appropinquat dilectissimi filii, datovanou 4. května 1649 na svátek Nanebevstoupení Páně a publikovanou 13. května, veřejně po papežské mši u sv. Petra. V bule papež naříká, „jak vzdálena je tato doba od zbožnosti předků“, a také nad Evropou rozdělenou reformací. Je to vzdálená, ale jasná ozvěna protestu, který podal rok předtím proti tzv. vestfálskému míru, jímž se formálně ukončila třicetiletá válka. Neprotestoval pochopitelně proti míru samému, ale proti nedůstojnému kompromisu, kterým se porušovala nejen práva církve, ale také náboženská svoboda, neboť prakticky se politicky uzákonila nemorální zásada „cuius regio, eius et religio“ – čí země, toho i víra. Jinými slovy, že panovník mohl vnucovat svým poddaným svou víru, ať katolickou, či luteránskou, nebo jinou. Proto vyzývá věřící, aby připutovali do Říma a tak spolu s milostmi, jež získají, ukázali nepřátelům náboženství svou jednotu s Kristem, neboť nemají Boha ti, „kteří neuznávají římskou církev za svou matku“.

## PrůběhSvatého roku 1650

### Otevření Svatých bran

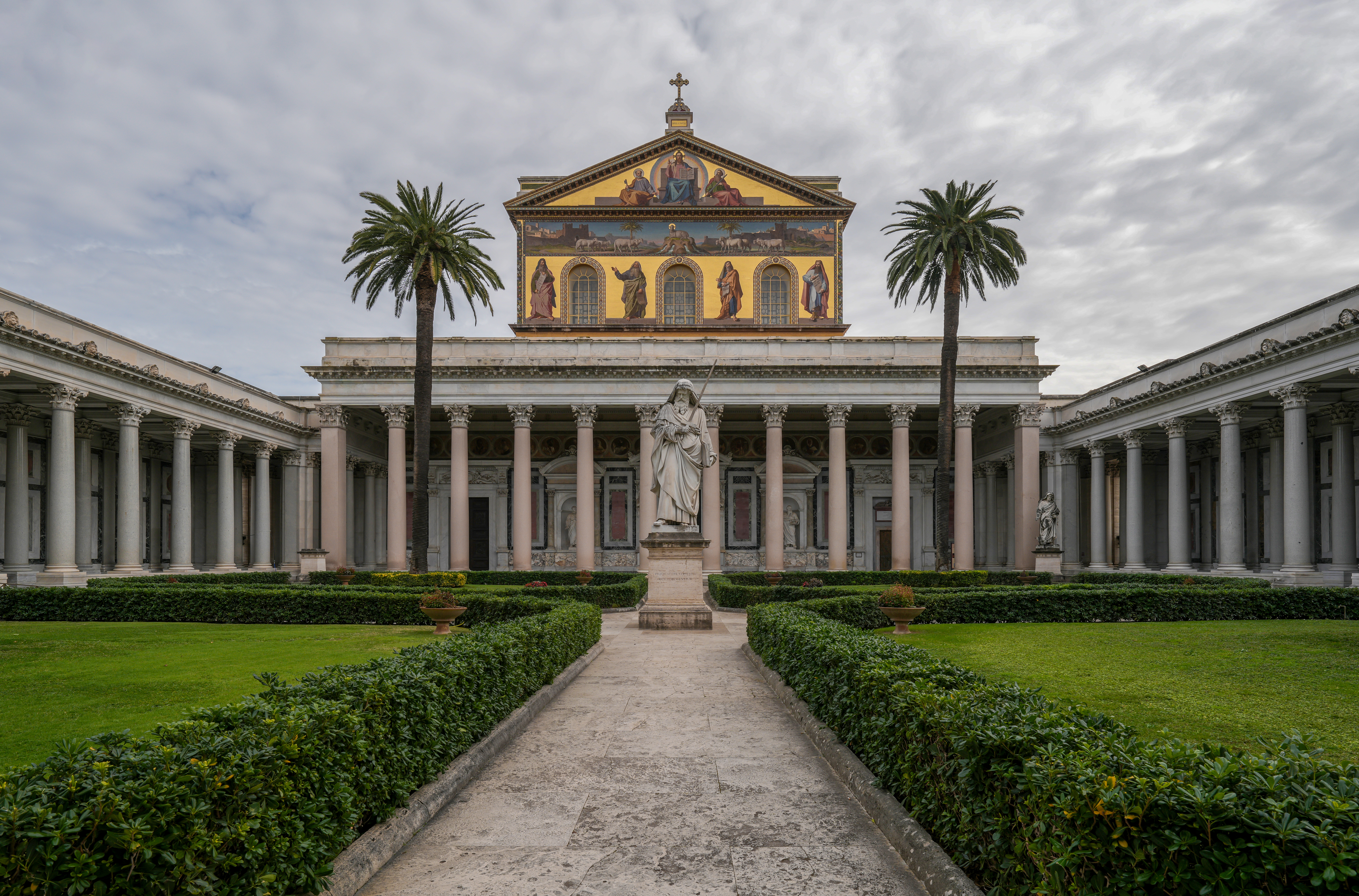
Průčelí baziliky sv. Pavla, kde se nachází jedna ze Svatých bran

Jako příprava na Svatý rok byl Borrominim zbarokizován vnitřek Lateránské baziliky. Papež Inocenc otevřel Svatou bránu u svatého Petra 24. prosince 1649. U Panny Marie Větší otevíral Svatou bránu sedmnáctiletý kardinál Maldocchini, který ještě nemohl být ani knězem, ale byl synovcem papežovy vlivné příbuzné Olympie Pamphili, která vhodnými intrikami dala zdržet mimo Řím dva kardinály, kterým příslušelo bránu otevírat, a pak prostřednictvím kardinálů přesvědčila papeže, že bránu může otevřít její synovec. Mladý kardinál tak učinil, ale proti zvyku, že obsah kovové kazety, uložené se zlatými mincemi a medailemi předešlého Svatého roku, patřil místním kanovníkům, si skříňku k jejich veliké nevoli odnesl sám.
K poněkud jinému otevření Svaté brány došlo v mimoměstské bazilice sv. Pavla. Stařičký kardinál legát Lante tam nemohl jet na koni, ale v kočáře, což cestu prodloužilo. Když tam dorazil, našel Svatou bránu, vlastně její zdění, otevřené. Někteří současníci tvrdí, že zeď, připravená k rychlému otevření, spadla sama, jiní zaznamenali, že ji otevřeli za ní připravení zedníci, když slyšeli jakési klepání z druhé strany a domnívali se, že je to kladívko kardinálovo a signál k stržení zdi. Starému kardinálovi nezbylo než vykonat obřad nad troskami původního zazdění.

### Poutníci
Ani poutníci toho roku nechyběli. Přicházeli však často ve skupinách organizovaných místním pánem, např. markýzem z Vasta, který přišel se 150 poddanými, nebo nábožnými bratrstvy. Tak přišla na pouť různá mimořímská bratrstva, ale velmi okázale. Někdy se dala doprovázet zpěváky a hlučnou hudbou. I akce ve prospěch poutníků, podnikaná římským patriciátem, ukazovala v převládajícím ovzduší křesťanské lásky i občas známky barokního exhibicionismu. Zprávu o tom zachoval neznámý kronikář, který napsal: „Tento týden se objevil nekonečný počet bratrstev, téměř všech velmi krásných.“ Dodává však, že nejvíce pozornosti si zasloužilo bratrstvo z nedalekého Bracciana v počtu 2000 mužů a žen. Ti kráčeli městem večer s korouhví a konali si pouť oděni do pytloviny, mnozí z nich byli bosí, s kříži na ramenou, mezi nimi různí šlechtici vázaní na rodinu Orsini, s nimi jejich poddaní a za nimi třicet vozů s vínem, dvacet s masem a čtyřicet s obilím. Celé procesí osvětlovaly pochodně. Jiná procesí bratrstev měla příležitost veřejně ukázat své poklady. Bratrstvo z Gaety neslo ulicemi Říma 19. listopadu „kříž z čistého stříbra a na nosítkách sochu Spasitele, ochránce onoho města“. Bratrstva po vykonaném počtu poutních návštěv bazilik pak papež přijímal a udělil jim požehnání.
I on sám si vykonal svou jubilejní pouť sedmnáctkrát slavnostním způsobem. Jel při druhé pouti v kočáru taženém šesti koňmi v doprovodu asi dvaceti kardinálů. Velké množství poutníků přišlo do Říma na Velikonoce. Tehdy byl pekařům vydán příkaz, aby napekli chleba pro dalších 40 000 poutníků navíc, než bylo zvykem, vzhledem k množství, jež se sešlo během Svatého týdne. Koncem dubna bylo nutno snížit počet návštěv bazilik předepsaných k získání odpustků z patnácti na tři, aby se poutníci rychleji v Římě vystřídali. Koncem roku, jak bývalo zvykem, papež znovu omezil počet návštěv bazilik, čehož využili k získání odpustků především Římané. Římský klérus mohl v procesí jednou navštívit čtyři baziliky, bratrstva, koleje a semináře, řeholníci, kongregace a cizí poutníci čtyřikrát, a obyvatelé Říma šestkrát. K tomu podotýká kronikář k 10. prosinci, že „po omezení ... se mohly vidět různé řeholnice a bratrstva kráčející v průvodu a mimo to velké množství římského lidu a cizinců, jak to také učinila kapitula sv. Petra.“
Arcibratrstvo Nejsvětější Trojice pro pomoc poutníkům poskytlo během roku jídlo a přístřeší 308 000 poutníkům, celkový počet se odhaduje asi na 700 000. Papež sám několikrát přišel do hospice a sloužil poutníkům. Na Zelený čtvrtek umyl v knížecím sále nohy 12 chudým, reprezentujícím apoštoly, posluhoval jim při stole a daroval každému zlatou a stříbrnou medaili a bílý šat.

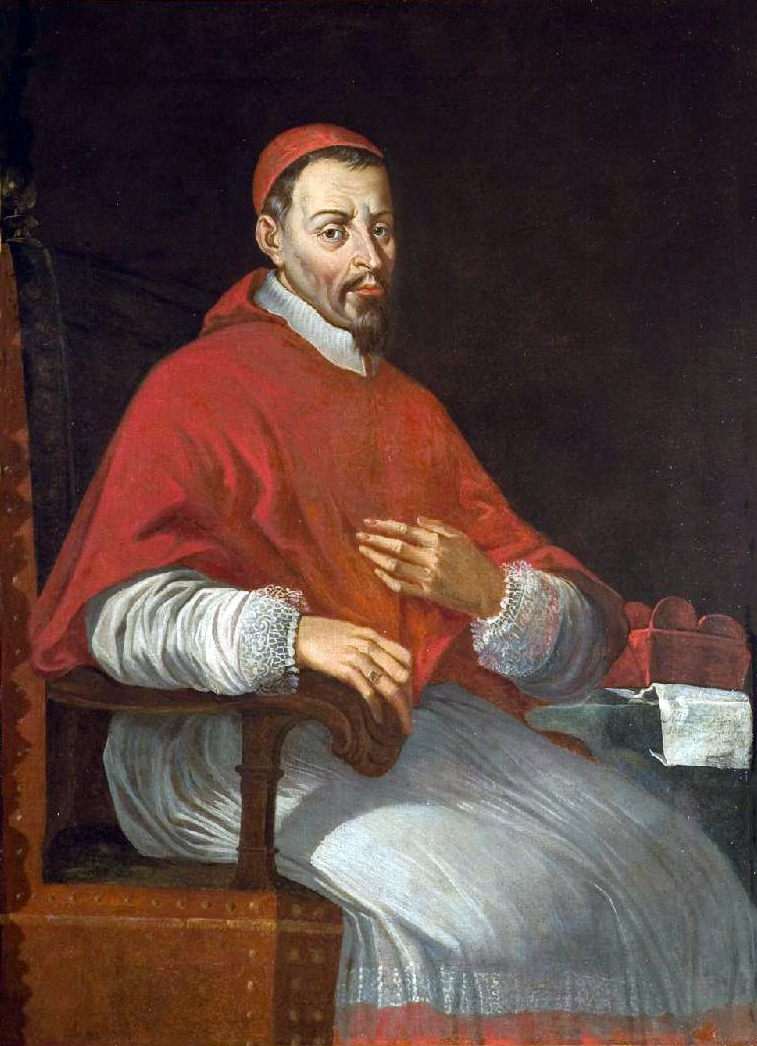
Kardinál Pallotta, který přebíral ve Svatém roce 1650 dary pro papeže Inocenc X.

V seznamu poutníků, kterým poskytlo bratrstvo Nejsvětější Trojice v roce 1650 pohoštění, jsou i poutníci z českých zemí, hlavně ze Slezska. Bratrstvo totiž spravovalo v pobělohorské době český poutní dům z doby Karla IV. v Římě i jeho majetky. Určitý obnos z jejich výnosu zasílalo do Čech jako příspěvek na nově založený seminář sv. Václava pro výchovu kněží. K přijetí poutníků z českých zemí bylo, jako od jiných, vyžadováno potvrzení jejich biskupa, že jsou skuteční poutníci, a potvrzení od papežského polského zpovědníka v Římě o vykonané zpovědi. O některých z nich je výslovně poznamenáno v registru, že pro víru trpěli. Je to zřejmá narážka na třicetiletou válku, která skončila dva roky předtím tzv. vestfálským mírem.
Je zbytečné popisovat to, co se opakovalo každý Svatý rok. Tentokrát sice byly také zakázány maškarní plesy a masopustní oslavy, ale v římských domech se soukromě prováděly tehdy velmi módní komedie a v Římě se otvírala první veřejná divadla.
Někteří poutníci nemohli, jiní nechtěli vykonat předepsaný počet návštěv bazilik a doufali, že jim papež, který také ze zdravotních důvodů musel sám pouť zkrátit, udělí dispens. Podle některých zpráv jim ji neudělil, podle jiných omezil návštěvy na pouhé dvě, aby se poutníci mohli rychleji v Římě vystřídat. Opět se v Římě vystřídaly významné osobnosti. Byla mezi nimi i dcera Karla Emanuela Marie Savojská, o níž se zmínil i kronikář: „Marie Savojská šla políbit nohu Jeho Svatosti spolu s dvanácti dámami oděnými v pytlovinu. ... Její Jasnost před odchodem věnovala Jeho Svatosti obraz posvátného plátna, celého ozdobeného klenoty, který převzal kardinál Pallotta ... “ Jde zřejmě o kopii tzv. Turínského plátna, jež bylo majetkem savojského rodu.

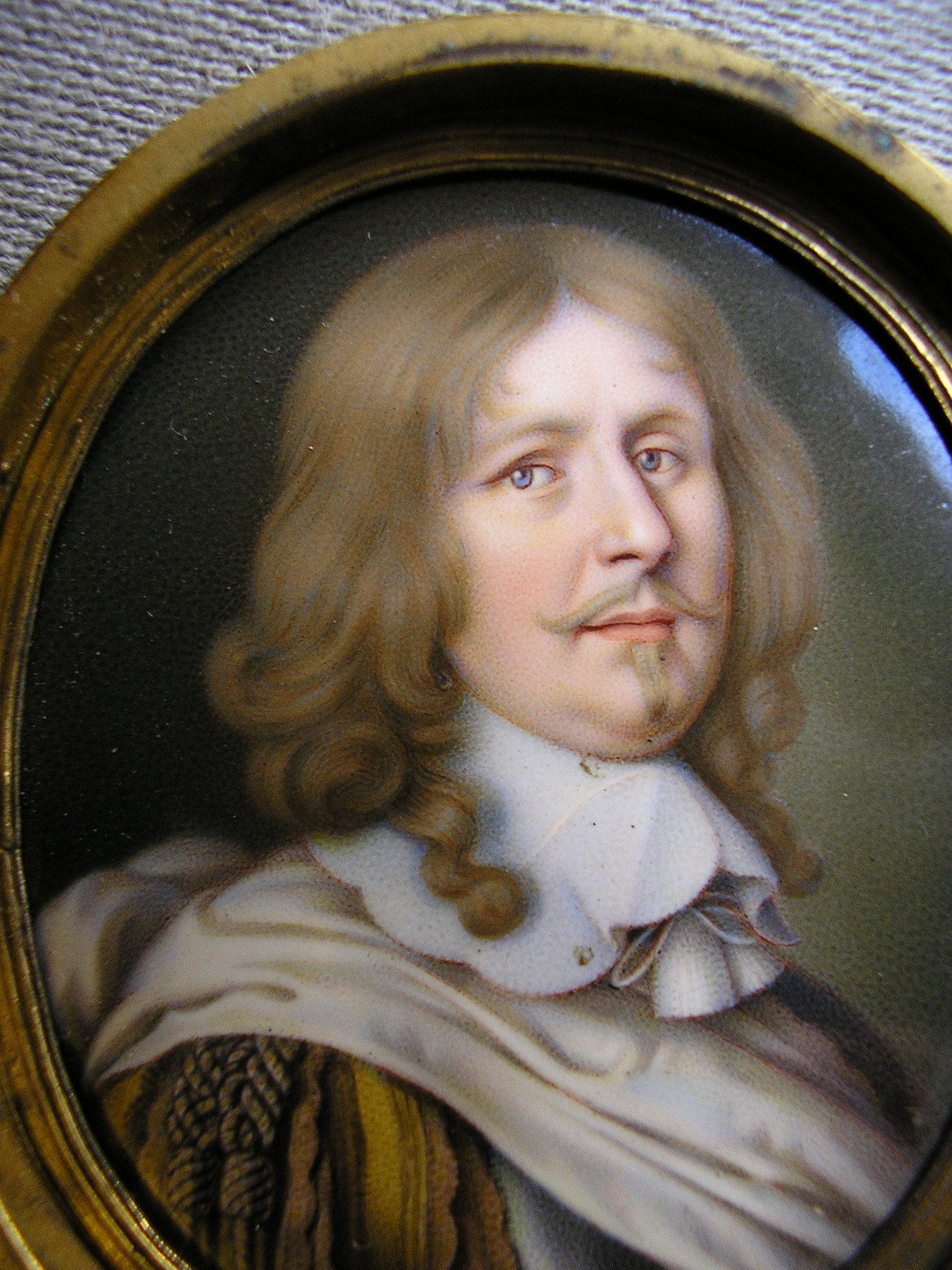
Poutník ve Svatém roce 1650 Josias von Rantzau (1609 Bothkamp – 1650 Paříž)

### ZakončeníSvatého roku
Obřad uzavření Svaté brány baziliky sv. Petra se konal v prostoru vyzdobeném goblény už 17. prosince po papežských nešporách, ale odpustky bylo možno získat až do Božího hodu vánočního těm, kteří přijali papežovo požehnání. Jubileum slavené Inocencem X. dokázalo, že Řím stále přitahuje poutníky, i když to bylo jubileum bez kanonizací a žádný tehdy žijící světec, pokud známo, nepřiputoval do Říma. Kroniky se též zmiňují, často přehnaně, o různých zázračných obráceních. Zda to byl jeden z méně významných Svatých roků, mohli posoudit jen očití svědci, dokládá poznámka Giacoma Gigliho, že Svatý rok se konal s velkou zbožností. Zaznamenané epizody, jak se zdá, byly nakonec jen marginální. Ostatně Josias von Rantzau, francouzský maršál a konvertita z luteránství, píše svému příteli krátce před svou smrtí z pouti z Říma: „Tys mi řekl, že až přijdu do Říma, pohorší mě pověry a novoty. Ale proti všemu očekávání se v mé duši objevil obraz celé všeobecné církve, naplněné starou zbožností a svatostí ... Musím přiznat, že tohle je pro mne novinka, neboť u nás jsem nikdy nemohl nic podobného spatřit. U nás se klečící lidé, ponoření v modlitbu, vidí jen na náhrobcích. A tato novinka mě přesvědčila, že v katolické církvi starobylá svatost života žije a že v ní působí Duch svatý.“